# زمین‌لرزه ۱۹۲۰ ایتالیا
زمین‌لرزه ایتالیا  در تاریخ ۷ سپتامبر ۱۹۲۰ میلادی، برابر با ‎۱۶ شهریور ۱۲۹۹، ساعت ۵:۵۵:۴۰ به زمان یوتی‌سی در ایتالیا رخ داد. ژرفای این زلزله ۱۰ کیلومتر بود. بزرگی آن ۵٫۸ در مقیاس ریشتر اعلام شده‌است. زمین‌لرزه به وقت محلی در روز سه‌شنبه، ساعت ۶ روی داده و منطقه زمانی آن یوتی‌سی +۱ بوده‌است (با لحاظ تغییر ساعت تابستانی).
سازمان زمین‌شناسی آمریکا نیز جای این زمین‌لرزه را در مختصات ۴۴°۱۸′شمالی ۱۰°۱۸′شرقی / ۴۴٫۳°شمالی ۱۰٫۳°شرقی و بزرگی آنرا برابر با ۵٫۸ در مقیاس ریشتر اعلام کرده‌است. ژرفای گزارش شده از سوی این سازمان ۱۰ کیلومتر می‌باشد.
شمار کشتگان زلزله حدود ۱۷۱ نفر بوده‌است.تعداد زخمیان ۶۵۰ نفر برآورده شده‌است.